# Schönemark
Schönemark este o localitate care este situată la 5 km de orașul Detmold, de care aparține, Nordrhein-Westfalen, Germania. Localități vecine sunt:  Hornoldendorf, Remmighausen, si Diestelbruch und Spork-Eichholz. 